# Viktor Frankl
Viktor Emil Frankl (n. 26 martie 1905, Viena, Austro-Ungaria – d. 2 septembrie 1997, Viena, Austria) a fost un psihiatru vienez, părintele logoterapiei, doctor în neurologie și filozofie; Frankl este fondatorul celei de ‘a treia școli vieneze de psihoterapie – Logoterapia’ (după psihanaliza lui Sigmund Freud și psihologia individuală a lui Alfred Adler).

## Biografie
Austriac, de origine evreu, supraviețuitor a patru lagăre de concentrare naziste; mama sa provenea dintr-o veche familie evreiască de viță nobilă din Praga. 
printre strămoșii mamei mele se numără Rashi, care a trăit în secolul al XII-lea și Maharal, renumitul mare-rabin al Pragăi. Aproape că m-am născut în renumita cafenea Siller Café din Viena. Acolo a simțit mama mea prima dată durerile nașterii într-o frumoasă după masă de primăvară din Martie 26, 1905. Ziua mea de naștere coincide cu ziua în care a murit Beethoven. (“Recollections” - Frankl Autobiography, 2000)
Considerat „profetul sensului vieții”, Frankl a militat încă din adolescență pentru valoarea sensului pe care viața îl are, considerând că voința de a găsi și de a da un sens vieții sale este forța motrice primordială a omului. A rămas celebră replica pe care a dat-o profesorului său de chimie, deși nu avea decât 13 ani, când acesta a afirmat că „viața nu este altceva decât un proces de ardere”:
Am sărit în picioare și i-am spus: „Domnule profesor, dacă viața nu este altceva decât un proces de ardere, atunci care mai este sensul ei?!”' (“Recollections” - Frankl Autobiography, 2000)
După instalarea nazismului în Germania, în timpul celui de Al doilea război mondial, în 1942, Frankl este deportat în lagărele morții împreună cu mama, tatăl și una din cele două surori ale sale. 
La intrarea în lagăr Frankl purta cu sine manuscrisul primei sale cărți (care ulterior a fost publicată sub numele de 'The doctor and the soul' = Doctorul și sufletul, n. nst.). și care conținea conceptele fundamentale ale logoterapiei create de Frankl, precum și a experienței sale clinice ca neurolog și psihiatru, care susținea și valida empiric teoria sa. Manuscrisul i-a fost, desigur, confiscat. Frankl a refăcut manuscrisul în timp ce se afla la Auschwitz, pe bucățele de hârtie furate de un camarad din birourile lagărului.
"Pot să mărturisesc că, printre alte lucruri, îmi datorez supraviețuirea din lagăr hotărârii mele de a reface manuscrisul confiscat".
Acesta a fost publicat ulterior sub numele de „Doctorul și sufletul” (The doctor and the soul), deși cartea care l-a făcut celebru este „Omul în căutarea sensului” (Man’s search for meaning). Citatul cel mai elocvent al concepției frankliene, care suprinde concepția centrală a lui Frankl despre libertatea de voință a omului, sună astfel:
Omului îi poate fi luat totul, dar nu și ultima dintre libertățile omenești: aceea de a-și alege atitudinea într-un anumit set de circumstanțe, de a-și alege propriul fel de a fi.
Contextul în care face Frankl această afirmație este următorul: 
Noi, cei care am trăit în lagărele de concentrare, ne putem aminti de acei oameni care, trecând din baracă în baracă, își dăruiau altora ultima lor bucată de pâine. Vor fi fost puțini la număr, dar îndeajuns de mulți pentru a dovedi că totul îi poate fi luat omului, mai puțin un lucru: ultima dintre libertăți - aceea de a-și alege atitudinea într-un anumit set de circumstanțe, de a-și alege propriul mod de a fi - Viktor Frankl, 'Man's search for meaning')
Cartea sa de căpătâi, care l-a făcut celebru în lumea întreagă - "Man's search for meaning" (Omul în căutarea sensului vieții - trad. în lb. română Silvian Guranda, Editura Meteor Press, 2009 - http://www.meteorpress.ro/carti-830-Omul_in_cautarea_sensului_vietii.php Arhivat în 25 mai 2009, la Wayback Machine.), rezumă experiența sa din lagărul de concentrare, unde a putut verifica "la cald" principiile Logoterapiei, pe care deja le stabilise în timpul muncii sale ca neurolog la cel mai mare spital policlinic din Viena (Rotschild). Ulterior a adăugat cărții o secțiune teoretică – „Logoterapia pe scurt” și „Pledoarie pentru optimismul tragic”.
Sintetizându-și opera, Viktor Frankl a răspuns unui reporter care l-a întrebat care este sensul vieții sale: Sensul vieții mele este să îi ajut pe alții să îl găsească pe al lor.
În limba română a apărut o sinteză a vieții și operei ilustrului psihiatru vienez sub titlul SENSUL VIEȚII - viața și opera lui Viktor Frankl Arhivat în 4 aprilie 2012, la Wayback Machine. (Silvian Guranda, Ed. Roprint, Cluj Napoca, 2010,).

## Logoterapia
Ideea centrală a lui Frankl este că principiul motivator fundamental din om este voința de sens, de a găsi și a da sens vieții sale. Frustrarea existențială este generată de frustrarea voinței de sens a omului, care nu vede sau nu găsește sens în viața sa. Frankl repetă în toate lucrările sale concluzia, validată empiric (atât în viața omului “de pe stradă”, cât și clinic, în viața bolnavilor sau persoanelor cu handicap, ori a bolnavilor în fază terminală, etc.), că “viața are sens până la ultima suflare… în orice circumstanțe, indiferent cât de mizerabile ar fi acestea”. De îndată ce omul (re)găseșțe un rost în viața sa, el se echilibrează lăuntric și devine capabil să facă față greutăților vieții și suferinței și să își trăiască viața în mod plenar, în pofida adversităților, a ceea ce Frankl numește în logoterapie “triada tragică”: vinovăția, suferința, moartea. Desigur, nu toate tulburările psihice își au cauza în frustrarea voinței de sens a omului, dar indiferent de cauza generatoare a tulburărilor psihice, terapia prin sens are darul de a pune la dispoziția individului resursele interioare, spirituale, care îl fac capabil să se reechilibreze lăuntric și să întâmpine viața cu curaj și bucurie de viață, în ciuda acelor fenomene care însoțesc “triada tragică”.
„Nu aș fi de acord cu fraza aceasta, dintr-o scrisoare pe care Sigmund Freud a scris-o cândva Prințesei Bonaparte: ‘dacă un om se îndoiește cu privire la sau se întreabă care este sensul existenței sale, înseamnă că este bolnav’. Eu nu cred că este într-adevăr bolnav, ci mai degrabă cred că aceasta este o manifestare a faptului că este om! Om cu adevărat! Nici o furnică, nici o albină, nici un animal nu își va pune vreodată întrebarea dacă existența sa are sau nu un rost, dar omul o face! Este privilegiul său să îi pese ca viața lui să aibă sens” (extras din Conferința lui Frankl: "Tineretul în căutarea sensului", Toronto Youth Corps, 1973)
-I wouldn’t subscribe to a sentence included in a letter that Sigmund Freud once wrote to Princess Bonaparte, when he said “at the moment a man doubts or asks the question what is the value of his life, doubts the meaning of his existence, he is sick”. I don’t think that he is really sick. I rather think that this is the manifestation of his state of being human! Truly human! No ant, no bee, no animal will ever raise the question whether or not its existence has a meaning, but man does! It’s his privilege that he cares for a meaning to his existence (Frankl Lecture: “Youth in search of Meaning”, )

## Filosofia frankliană
- Credința într-un nucleu sănătos al ființei umane (nucleul noetic al omului) este baza psihoterapiei frankliene.
- Scopul principal este de a ajuta persoana să devină conștientă de resursele nucleului ei sănătos și de a o ajuta să folosească aceste resurse, chiar să le dezvolte.
- Viața nu ne datorează fericirea, dar ne oferă un sens.

## Conceptele de bază ale psihologiei frankliene
- Viața are sens în orice condiții, chiar și în cele mai grele, mai mizerabile condiții.
- Motivația noastră principală de a trăi este voința noastră de a găsi un sens în viață, de a da sens vieții.
- Suntem liberi să găsim un sens în ceea ce facem, în ceea ce experimentăm, sau cel puțin în atitudinea pe care o luăm față de o situație în care ne confruntăm cu o suferință inevitabilă.

## Presupuneri ale psihologiei frankliene
- Făptura umană este o entitate constând din corp (soma), minte (psihe) și spirit (animositas). Avem corp și minte, dar suntem spirit.
- Viața are sens în orice condiții, chiar și în cele mai grele condiții.
- Oamenii sunt dotați cu voința de a găsi un sens, de a da sens.
- Oamenii au în orice împrejurare libertatea de a-și exercita voința de sens.
- Viața are calitatea de a ne chestiona („a demanding quality”), de a ne cere socoteală, iar noi trebuie să răspundem în mod responsabil pentru propria noastră viață, dacă este ca deciziile noastre să aibă sens.
- Răspundem vieții, devenind responsabili pentru propria noastră viață.
- Individul este unic, de aici și rolul său unic în viață.
- Viața nu ne datorează fericirea, dar ne oferă un sens.

## Țelurile psihoterapiei frankliene
- Să devii conștient de resursele tale spirituale.
- Să creezi noi resurse spirituale în mod conștient.
- Să te folosești de "puterea sfidătoare a spiritului omenesc" („the defying power of the human spirit”) și să iei poziție împotriva adversităților vieții.

## Întrebări filosofice frankliene
1. Cum găsim sensul vieții? – Frankl enumeră 3 căi:
- înfăptuind ceva (o faptă), realizând o operă, o misiune, etc. – VALORI CREATOARE
- trăind o experiență (a binelui, frumosului, adevărulului din natură sau cultură) sau cunoscând pe cineva în intimitatea ființei sale, iubindu-l – VALORI EXPERIENȚIALE
- prin atitudinea pe care o putem lua în ciuda adversităților sau/și a unei suferințe de neschimbat, făcând apel la puterea sfidătoare a spiritului omenesc, care este capabil să transforme o nenorocire, o suferință, într-o realizare personală – VALORI ATITUDINALE

2. Cum știm că suferința nu poate fi evitată și că nu e lipsită de sens?
- suferința nu este necesară pentru a găsi un sens în viață, dar când ea este inevitabilă omul poate găsi sens în viața sa în pofida suferinței; dacă este posibil, cauza suferinței trebuie îndepărtată; a suferi fără să fie nevoie nu este un act de eroism, ci unul masochist.

3. Cum găsim sensul momentului în situații caracterizate printr-un conflict în ce privește valorile?
- "Trăiește ca și cum ai trăi a doua oară, iar prima oară ai fi acționat la fel de greșit pe căt ești acum pe cale să o faci." [individul trebuie să acționeze responsabil, în acord cu conștiința sa morală, să-și imagineze consecințele faptelor pe care e pe cale sa le săvârșească și să acționeze în modul cel mai bun posibil la momentul prezent]

Sensul vieții poate fi găsit pe trei căi:
- Prin muncă, creație - dedicându-ne unei lucrări, unei activități, unei creații
- Prin dragoste - dedicându-ne unei persoane, pe care o iubim și care ne împărtășește iubirea ei; sau contemplând frumosul, adevărul și binele din natură sau cultură
- Alegându-ne atitudinea interioară în situații care nu mai pot fi schimbate – aceasta este libertatea noastră de voință, cu ajutorul căreia putem transforma o încercare sau o nenorocire într-o realizare, într-o victorie personală

## Citate celebre
Pledoarie pentru optimismul tragic
"Prin optimism tragic înțeleg că cineva este și rămâne optimist în ciuda 'triadei tragice', așa cum e numită ea în logoterapie, și care este formată din acele evenimente umane care sunt circumscrise de: suferință, vinovăție și moarte." …"trebuie să nu uităm că optimismul nu poate fi comandat sau poruncit. Omul nu se poate forța să fie optimist fără motiv, împotriva vitregiilor sorții, împotriva oricărei speranțe. Ceea ce este adevărat în ceea ce privește speranța, este de asemenea adevărat și pentru celelalte două componente ale triadei (aici este vorba de triada opusă celei tragice - n.nst.), întrucât credința și dragostea nu pot nici ele să fie comandate sau poruncite."... Frankl susține că nevoia de sens a omului este fundamentală și că de îndată ce omul găsește un rost vieții sale, în pofida vitregiilor sorții, el devine capabil să facă față triadei tragice. Sensul are valoare pentru supraviețuirea și sănătatea noastră sufletească și spirituală.
Iată cum definește Frankl disperarea: 
D = Sf - Ss
unde:
D - Disperarea
Sf - Suferința
Ss - Sensul
adică: 
Disperarea este [o] Suferință lipsită de [fără] Sens.
De îndată ce omul găsește un sens pentru suferința sa sau un sens pentru viața sa în pofida suferinței sale, el devine capabil să o îndure. Frankl îl citează aici pe Nietzsche: „Wer ein Warum zum Leben hat, erträgt fast jedes Wie.“ ("He who has a why to live for, can bear almost any how.", Cel ce are un motiv pentru care să trăiască, poate îndura aproape orice - trad.nst.)
Extras dintr-o apariție televizată a lui V. Frankl la televiziunea austriacă, din 1977 (la vârsta de 72 de ani)
(traducere realizată prin amablitatea d-lui Agenor Crisan, ed_triade@yahoo.com; 05 aprilie 2007)
"Dacă ascultați cu atenție ce ne oferă înțelegerea de sine prereflexivă, foarte rar verbalizată a omului, atunci chiar și omul cel mai simplu înțelege despre ce e vorba. 
În primul rând există un sens pe care îl pot găsi atunci când creez o operă, sau când sunt activ și fac ceva; în al doilea rând, există un sens atunci când trăiesc ceea ce numesc a fi binele, frumosul și adevărul – oricum doriți să îl numiți, sau atunci când îl experiez pe semenul meu în unicitatea sa – ceea ce înseamnă iubire; așadar, găsesc un sens în experiențele pe care le fac sau în iubirea mea pentru o altă persoană.
Pentru noi, medicii, care avem de a face cu bolnavi, cu muribunzi, cu persoane paralizate și handicapate, trebuie remarcat faptul că lucrul esențial este că și atunci când valorile naturale sau relaționale nu pot fi împlinite sau dispar, totuși, acestor oameni le rămâne un sens până la ultima suflare, până la ultima bătaie de inimă, pentru că și suferința are sens prin faptul că poate fi îndurată. 
Există o caracteristică specific umană, și noi suntem martori ai faptului că omul poate transforma suferința într-un triumf personal. Noi, medicii, suntem martorii acestei capacități. Cât de mult au avut de suferit oamenii care au murit în lagărele de concentrare! – cu un eroism dincolo de cuvinte și în liniște deplină! Eu am avut ocazia să fiu martorul unor asemenea situații. Și chiar lucrul acesta vreau eu să îl implantez în pacienții mei sau să îl articulez în prelegerile mele: până în ultima clipă există posibilitatea de a modela o tragedie, de a transforma suferința într-o realizare personală; de fapt, cea mai mare realizare umană posibilă!"
(filmul în original poate fi găsit și descărcat - public domain - de pe situl oficial al dr. Viktor Frankl http://www.viktorfrankl.org)
Extrase traduse din cartea Man's search for meaning
(traducere Silvian Guranda, silvianguranda@yahoo.com)
CREZUL MEU PSIHIATRIC
"Nu se poate concepe nimic care să îl condiționeze într-atât de mult pe om încât să îl lase fără nici cea mai mică urmă de libertate. De aceea chiar și în cazurile nevrotice și psihotice, o rămășiță de libertate tot îi rămâne omului, oricât de limitată ar fi ea. Într-adevăr, nucleul cel mai lăuntric al personalității pacientului nu este nici măcar atins de psihoză.
O persoană psihotică incurabilă poate să își piardă utilitatea, dar să își păstreze demnitatea sa de om. Acesta este crezul meu psihiatric. Fără el as considera că nu merită să fiu psihiatru. De dragul cui aș fi? Doar de dragul unei mașinării a creierului distrusă, care nu poate fi reparată? Dacă pacientul nu ar fi mai mult decât atât, eutanasia ar fi justificată."

PSIHIATRIA REUMANIZATĂ
"Prea multă vreme – de fapt vreme de o jumătate de secol – psihiatria a încercat să interpreteze mintea omului mai degrabă ca pe un mecanism și, în consecință, și terapia bolilor mentale mai degrabă în termenii unei tehnici. Eu cred că acest vis a fost suficient de mult visat. Ceea ce începe să mijească acum la orizont nu sunt schițele unei medicini psihologizate, ci cele ale unei psihiatrii umanizate.
În orice caz, un medic care ar continua să își vadă în principal rolul ca pe unul de tehnician, ar mărturisi prin aceasta că el nu vede în pacientul său nimic mai mult decât o mașinărie, în loc să vadă dincolo de boală, ființa lui umană!
Ființa umană nu este un lucru printre alte lucruri; lucrurile se determină unele pe altele, în vreme ce omul se auto-determină. Ceea ce el devine – în limitele înzestrării sale și ale mediului său – este ceea ce el a făcut din sine însuși. În lagărele de concentrare, de pildă, în aceste laboratoare pe viu, pe aceste piste de încercare, am văzut și mărturisim că unii din tovarășii nostru s-au comportat asemeni porcilor, în vreme ce alții s-au comportat asemeni sfinților. Omul poartă în sine ambele potențialități; pe care dintre acestea o actualizează, depinde de deciziile sale, iar nu de condițiile în care să găsește.
Generația noastră este realistă, căci am ajuns să cunoaștem omul așa cum este în realitate. Nu-i așa, omul este acea ființă care a inventat camerele de gazare de la Auschwitz! Dar, el este, deopotrivă, și acea ființă care a intrat în aceste camere de gazare cu fruntea sus, cu rugăciunea Tatăl nostru sau Shema Israel pe buzele sale."
Povestea unui om care a devenit un număr, care a devenit om
„Într-o zi, după eliberarea mea, m-am plimbat pe câmpia înflorită, mult, mult de tot, înspre târgușorul cel mai apropiat de lagăr. Ciocârliile se avântau spre cer și le ascultam trilurile vesele. Nu era țipenie de om cât vedeai cu ochii. Nu era nimic altceva decât pământul și cerul nesfârșit și bucuria ciocârliilor și nemărginirea spațiului. M-am oprit, am privit în jur, și în sus, spre cer, și am căzut în genunchi. În clipa aceea nu mai știam de mine și de lumea din jur – un singur lucru era prezent în mintea mea – mereu același: „Am strigat către Domnul din închisoarea mea strâmtă și El mi-a răspuns în nemărginirea spațiului”. Cât de mult am stat îngenuncheat și am repetat aceste cuvinte, mintea mea nu-și poate aduce aminte… Dar știu că în ziua aceea, în ceasul acela, am început o viață nouă. Pas cu pas am progresat până când am devenit din nou o ființă umană”. - Man's search for meaning
"One day, a few days after the liberation, I walked
through the country past flowering meadows, for miles
and miles, toward the market town near the camp.
Larks rose to the sky and I could hear their joyous
song. There was no one to be seen for miles around;
there was nothing but the wide earth and sky and the
larks' jubilation and the freedom of space. I stopped,
looked around, and up to the sky - and then I went
down on my knees. At that moment there was very
little I knew of myself or of the worlds - I had but one
sentence în mind - always the same: "I called to the
Lord from my narrow prison and He answered me in
the freedom of space."
How long I knelt there and repeated this sentence
memory can no longer recall. But I know that on that
day, în that hour, my new life started. Step for step I
progressed, until I again became a human being." - Man's search for meaning
Religiozitatea omului
"Odată Freud a zis: 'Omul nu este adeseori mult mai imoral decât crede, ci adeseori mult mai moral decât consideră că e'. Ar trebui să adaug că el este adeseori mult mai religios decât i se pare. În vremea noastră oamenii vad în moralitatea omului mai mult decât o imagine a tatălui introiectată, și mai mult în religia sa decât o imagine a tatălui proiectată. Considerarea religiei ca o nevroză generală obsesivă a umanității este deja o chestiune o modă depașită". 
(Viktor E.Frankl, The Doctor and the Soul, p. XXVI)
Trei definiții ale religiei
- ALBERT EINSTEIN (1950): "A fi religios înseamna a fi găsit un răspuns la întrebarea: 'care este sesul vieții'"
- LUDWIG WITTGENSTEIN (1960): "A crede în Dumnezeu înseamna a vedea că viața are sens"
- VIKTOR FRANKL (1985): "Religia este cel mai uman dintre toate fenomenele umane, și reprezintă împlinirea a ceea ce putem numi 'voința către sensul ultim'"

(v. Man's search for ultimate meaning, p. 153)
"Ființa umană nu este un lucru printre alte lucruri; lucrurile se determină unele pe altele, în vreme ce omul se auto-determină. Ceea ce el devine - în limitele înzestrării sale și ale mediului său - este ceea ce el a făcut din sine însuși." - Viktor Frankl - Omul în căutarea sensului
"Nu se poate concepe nimic care să îl condiționeze într-atât de mult pe om încât să îl lase fără nici cea mai mică urmă de libertate. De aceea chiar și în cazurile nevrotice și psihotice, o rămășiță de libertate tot îi rămâne omului, oricât de limitată ar fi ea. Într-adevăr, nucleul cel mai lăuntric al personalității pacientului nu este nici măcar atins de psihoză.
O persoană psihotică incurabilă poate să își piardă utilitatea, dar să își păstreze demnitatea sa de om. Acesta este crezul meu psihiatric. Fără el as considera că nu merită să fiu psihiatru. De dragul cui aș fi? Doar de dragul unei mașinării a creierului distrusă, care nu poate fi reparată? Dacă pacientul nu ar fi mai mult decât atât, eutanasia ar fi justificată." - Viktor Frankl - Omul în căutarea sensului
"Nici un animal nu își pune întrebarea dacă viața lui are sau nu sens, pe când omul, o face! Este privilegiul său, acela că îi pasă ca viața sa să aibă sens!" - Viktor Frankl - The Doctor and the Soul
"Cu cât un om este mai deosebit de ceilalți, cu atât mai puțin se aseamănă el normei – normei, în dublul ei sens, de medie și de ideal. El își pierde individualitatea, în schimbul conformării sale la normalitate sau la ideal. Totuși, însemnătatea persoanei este întotdeauna relaționată la comunitate. Căci după cum o piesă de mozaic are valoare numai prin relația sa cu întregul mozaicului, tot astfel unicitatea persoanei umane își găsește pe deplin sensul numai prin rolul pe care îl joacă într-un întreg. Astfel, sensul persoanei umane ca personalitate indică dincolo de limitele sale, înspre comunitate; fiind orientat către comunitate, sensul individului se transcende pe sine. 
…
Dar nu numai că existența individuală trebuie să aibă o comunitate pentru a avea sens, ci și comunitatea are nevoie de existența individuală pentru a avea un sens. În aceasta constă diferența esențială dintre comunitate și o masă de oameni. Departe de a furniza un cadru de referință pentru existența individuală, masa nu tolerează individualitatea. În vreme ce relația individului cu comunitatea poate fi comparată cu relația dintre o piesă (tesera) și întregul mozaic , relația sa cu masa este asemeni relației dintre o piatră de pavaj standardizată și pavajul gri monoton: fiecare piatră este tăiată la aceleași dimensiuni și are aceeași formă și poate fi înlocuită de către oricare alta; nici una dintre ele nu are importanță calitativă pentru întreg. Iar pavajul, în sine însuși, nu reprezintă un întreg integral, ci mai degrabă o mărime scalară. Pavajul uniform nu are valoarea estetică a unui mozaic, ci numai o valoare utilitaristă – tot așa cum o masă de oameni distruge demnitatea și valoarea omului, extrăgând din oameni numai utilitatea lor."
The doctor and the soul, p. 70-71
"Până la ultima sa răsuflare nimeni nu-i poate smulge unui om libertatea de a lua o anumită atitudine sau o alta față de destinul său. Libertatea nu este ceva ce ‘avem’, și astfel să o putem pierde; libertatea este ceea ce suntem’"
The doctor and the soul, p.97
"Căci în orice situație omului îi rămâne libertatea și posibilitatea de a decide în favoarea sau împotriva influenței mediului asupra sa."
The doctor and the soul, p. 98
"Omul nu poate exista fără un punct fix în viitor. În condiții obișnuite, întregul său prezent se modelează în jurul acelui punct din viitor spre care se îndreaptă, așa cum pilitura de fier se orientează spre polul unui magnet."
The doctor and the soul, p. 99
"Cuvântul latin ‘finis’ înseamnă deopotrivă sfârșit și scop. Din clipa în care o persoană nu poate să vadă în avans finalul unei perioade provizorii din viața sa, ea nu mai este în stare să-și stabilească nici un obiectiv viitor, este incapabilă să își stabilească o sarcină de îndeplinit. În consecință, în ochii săi viața își pierde întregul conținut și sens și, viceversa, imaginarea ‘finalului’ și a scopului din viitor constituie exact sprijinul spiritual. Numai un astfel de sprijin spiritual ne poate feri să sucombăm forțelor formatoare ale mediului social."
The doctor and the soul, p.100
"Ar trebui să ne fie clar, deci, că până și în condițiile lagărelor de concentrare psihoterapia sau igiena mintală nu pot fi eficiente decât dacă se îndreaptă către factorul crucial, respectiv acela de a ajuta mintea să găsească un scop în viitor, de care să se țină. Căci o viață sănătoasă înseamnă a trăi cu un ochi ațintit spre viitor."
The doctor and the soul, p. 102

## Logoterapialui Viktor Frankl,psihanalizaluiSigmund Freudșipsihologia individualăa luiAlfred Adler
Cele trei școli vieneze de psihoterapie – psihanaliza, psihologia individuală și logoterapia, pe lângă metodele psihoterapeutice specifice pe care le propun, au în comun faptul că oferă înțelegerii umane și ne propun un concept antrolopologic, un răspuns la întrebarea “ce este omul”?
După Freud, omul este o ființă mânată de principiul plăcerii: căutarea plăcerii și, respectiv, fuga de durere. Așadar Freud postulează că la temelia omului stă, ca forță motrice, voința de plăcere. 
Adler afirmă că omul este dominat de principiul puterii, respectiv de dorința de a-și depăși complexele și de a deveni asemenea altor oameni care îi sunt superiori din vreun punct de vedere oarecare. Adler vede ca forță motrice în om voința de putere.
Spre deosebire de predecesorii săi, Frankl arată și susține cu dovezi empirice, faptul că forța motrice și motivația supremă în om este voința de sens, principiul logosului. Introducând în cercetarea psihicului uman metoda propusă de existențialism (să nu uităm că într-o vreme Frankl a folosit pentru logoterapie numele de “analiză existențială” – n.nst.), respectiv observarea fenomenologică a omului și abia apoi tragerea concluziilor și elaborarea teoriei, Frankl își întemeiază teoria logoterapeutică în primul rând pe observații clinice, pe studii și cercetări care dovedesc dincolo de orice tăgadă faptul că, deși posedă instincte situate în inconștientul său (așa cum afirmase deja Freud), omul este totuși condus, mai presus de orice, de voința de a căuta, de a găsi și de a da un sens vieții sale. 
Dacă omul ar fi mânat în primul și în ultimul rând de și numai de instinctele și pornirile sale (Freud) sau de complexele sale pe care vrea să le depășească (Adler), moralitatea, responsabilitatea, dragostea și sacrificiul nu pot fi explicate. Dar ele există! Și nu numai că există, dar omul este preocupat să dea un sens vieții sale, respectiv se simte responsabil pentru viața sa, și acțiunile sale se doresc a fi orientate spre scopuri care nu se pot reduce la simpla căutare a plăcerii sau la depășirea unor complexe. 
“Omul este o ființă care decide permanent ce urmează să fie în următorul moment… Omul este o ființă decizională” (Frankl), iar aceasta dovedește că, în pofida moștenirii genetice sau a mediului în care trăiește, omul este dotat cu o libertate (chiar dacă finită, totuși este libertate!), o libertate de alegere. Iar aceasta demonstrează că el se poate ridica (cel puțin lăuntric!) deasupra instinctelor, deasupra influenței și opoziției mediului. Această capacitate de alegere și de decizie, alături de cea a transcenderii de sine, îl deosebesc pe om de toate celelalte făpturi de pe pământ și îl fac să se poată numi cu adevărat om. Fără realitatea capacității sale de a alege și de a decide, fără această libertate interioară, nici nu am putea vorbi despre om ca despre o ființă responsabilă. Iar omul este, chiar și în accepțiunea omului de pe stradă, o ființă responsabilă, deci și morală.
“Dacă, cumva, conceptul voinței de sens este unul idealist, eu aș numi un astfel de idealism, realism adevărat. Dacă e să valorificăm la maximum potențialul uman, trebuie ca mai întâi să credem în existența și în prezența acestui potențial. Altminteri, omul este “dus în derivă” (asemeni unui avion dus de vânt – cf. contextului în care Frankl face afirmația de față; n.trad.) și va decădea. Pentru că există și un potențial uman negativ! Și în pofida credinței noastre în omenia potențială a omului, nu trebuie să închidem ochii la faptul că oamenii ‘humane’ (umani, din latină, n. trad.) sunt, și probabil că vor rămâne, o minoritate. Dar tocmai din acest motiv, fiecare din noi este provocat să se alăture acestei minorități.”
Man’s search for ultimate meaning (Omul în căutarea sensului ultim, n. trad.), p. 88-89.